# Extjs
ExtJS是一个纯粹的JavaScript应用程序框架，用于使用Ajax、DHTML和DOM脚本构建交互式跨平台网络应用程序。

## 历史
最初的ExtJS只是YUI的一个扩展包，自1.1版开始独立发布。它是一个开源软件，遵守GPL 3.0协议。
2007年12日4日推出Ext JS 2.0版。
2009年7日6日推出Ext JS 3.0版.Ext JS 3.1版中增加可分组的列标题。
2010年6月，Ext JS更名为Sencha（Sencha是日本的煎茶），並且整合jQTouch和Raphal库，這是世界上第一个基于HTML5的移动应用框架，全面相容Android和Apple iOS。
2011年4月26日，推出Ext framework 4.0版，引入了Config和Mixins概念，另外還新增class，開發人員可以在一个class包含另一个class。
2014年6月2日，發布Ext JS 5.0，於新版本中支援Touch-screen，新架構MVVM提升運作效率，提供更多的chart與UI component.
2015年7月1日，正式發佈Ext JS 6.0。

## 许可证
Extjs之前使用LGPL和商业授权的双重协议，在08年时改成了现在使用的GPL和商业授权的双重协议，也遵守其他的开源软件协议。

## 功能描述
Ext包括多种控件，可以实现各种各样的功能
- 文本框和文本域控制，可以控制文本框和文本域中的内容过滤，实现所见即所得的编辑形式。
- 单选框和复选框控制
- Grid control（表格控件）：可以轻松的实现表格数据统计，拖放。
- 树形控制：生成树形目录，编辑管理树，点击展开或是关闭。
- Tabs：可活动的标签页，标签页组，可自由添加和删除的标签页，功能丰富。
- 工具条：在面板中可以方便的插入顶部工具条或是底部工具条，实现各种复杂的功能。
- 桌面应用程序菜单：可以制作类似于Windows桌面的网页菜单。
- 灵活的面板布局：将一个面板划分为东南西北中（ESWNC）五个部分，每个部分可以放不同的内容。
- 滚动条：用滚动条来控制数据的显示。
- Flash图表：flash制作的数据图表功能。

## 优点和不足
Ext整合了CSS样式文件，窗口、面板都有现成的样式，甚至都不需要美工进行特别的美化就可以直接使用。功能涵盖了一个Web 2.0网站所需要的几乎所有的功能，非常完备。但是相应的文件大，加载速度并不理想，而且在低版本的浏览器上显示效果不佳。